# Pod Sidorovom
Pod Sidorovom (865 m) – przełęcz między szczytami Borovník (1054 m) i Sidorovo (1099 m) w Wielkiej Fatrze na Słowacji.
Przełęcz znajduje się w otulinie Parku Narodowego Wielka Fatra. Północne stoki przełęczy opadają do Hrabovej doliny w KotlinieTurczańskiej, na południowo-zachodnich, opadających do doliny rzeki Revúca znajduje się osada Vlkolínec  wpisana na listę światowego dziedzictwa UNESCO. Przełęcz Pod Sidorovom to szerokie trawiaste siodło, w kierunku północno-zachodnim jego trawiaste tereny wznoszą się i przechodzą w wielką halę Vlkolínské ľuky. Z rejonu przełęczy rozciąga się panorama widokowa. Szerszy widok otwiera się na południowy zachód, na północy ograniczony jest przez skałę Malinô Brdo (Malina).

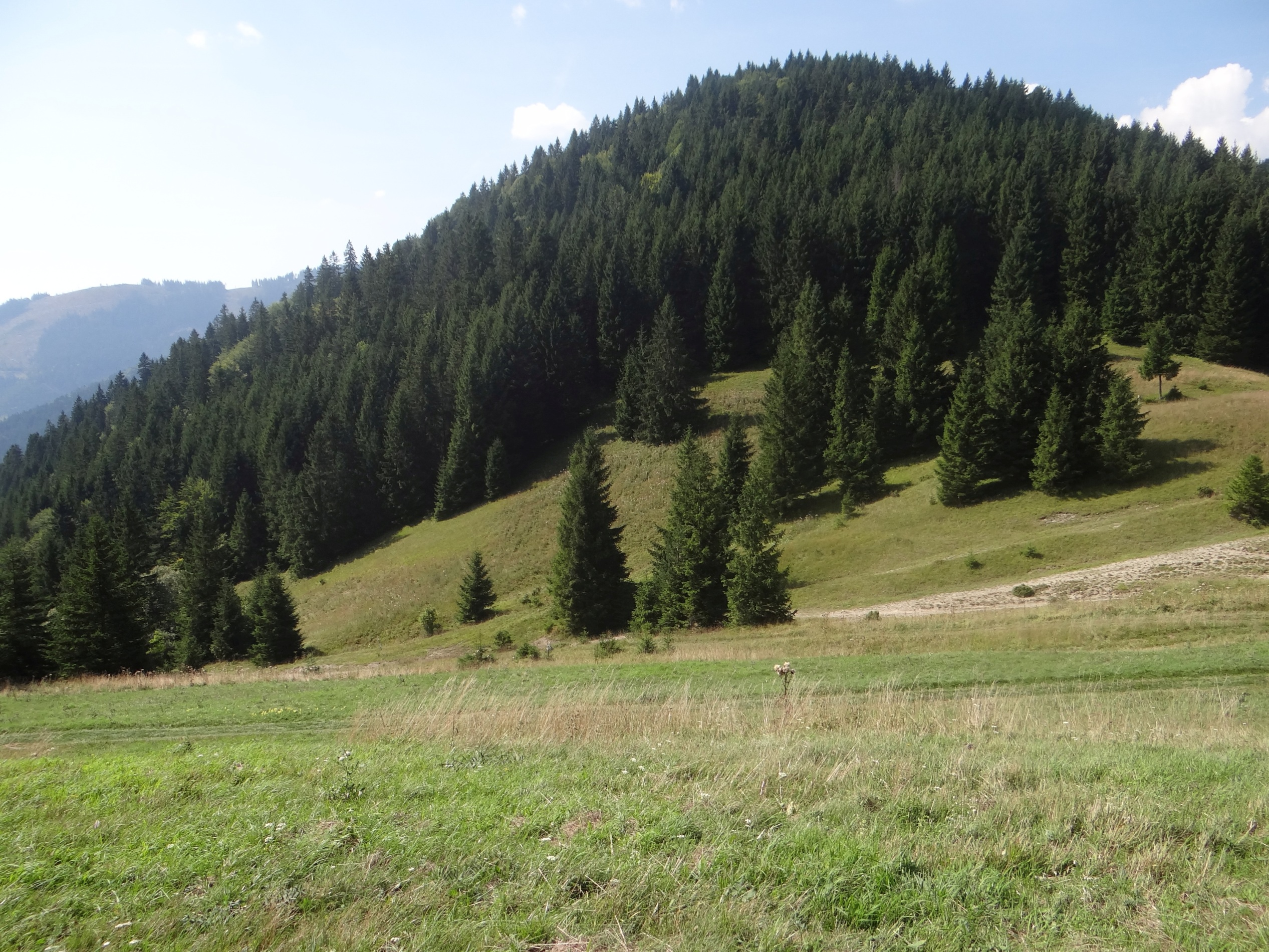
Widok na Borovník
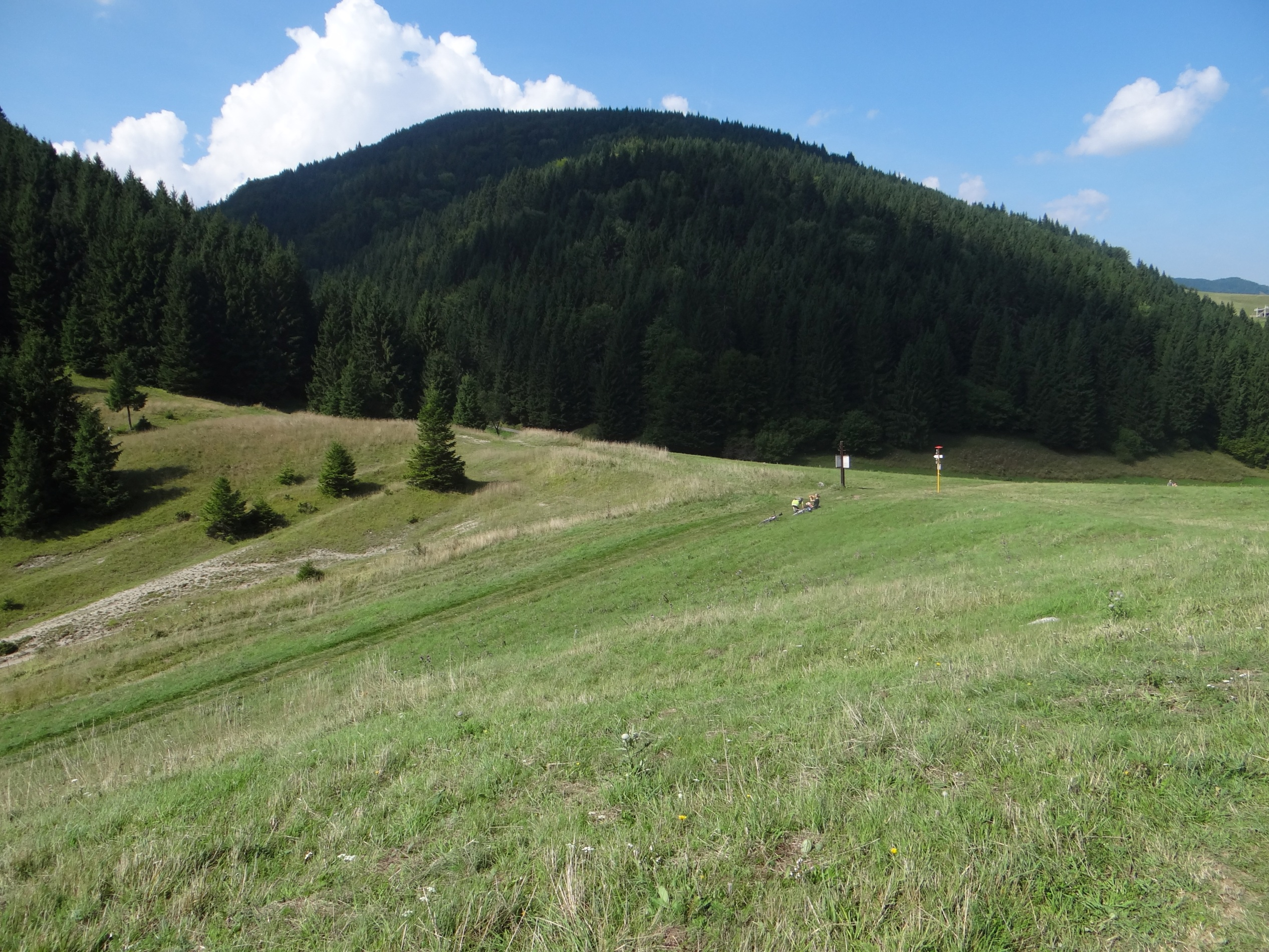
Widok na Malinné
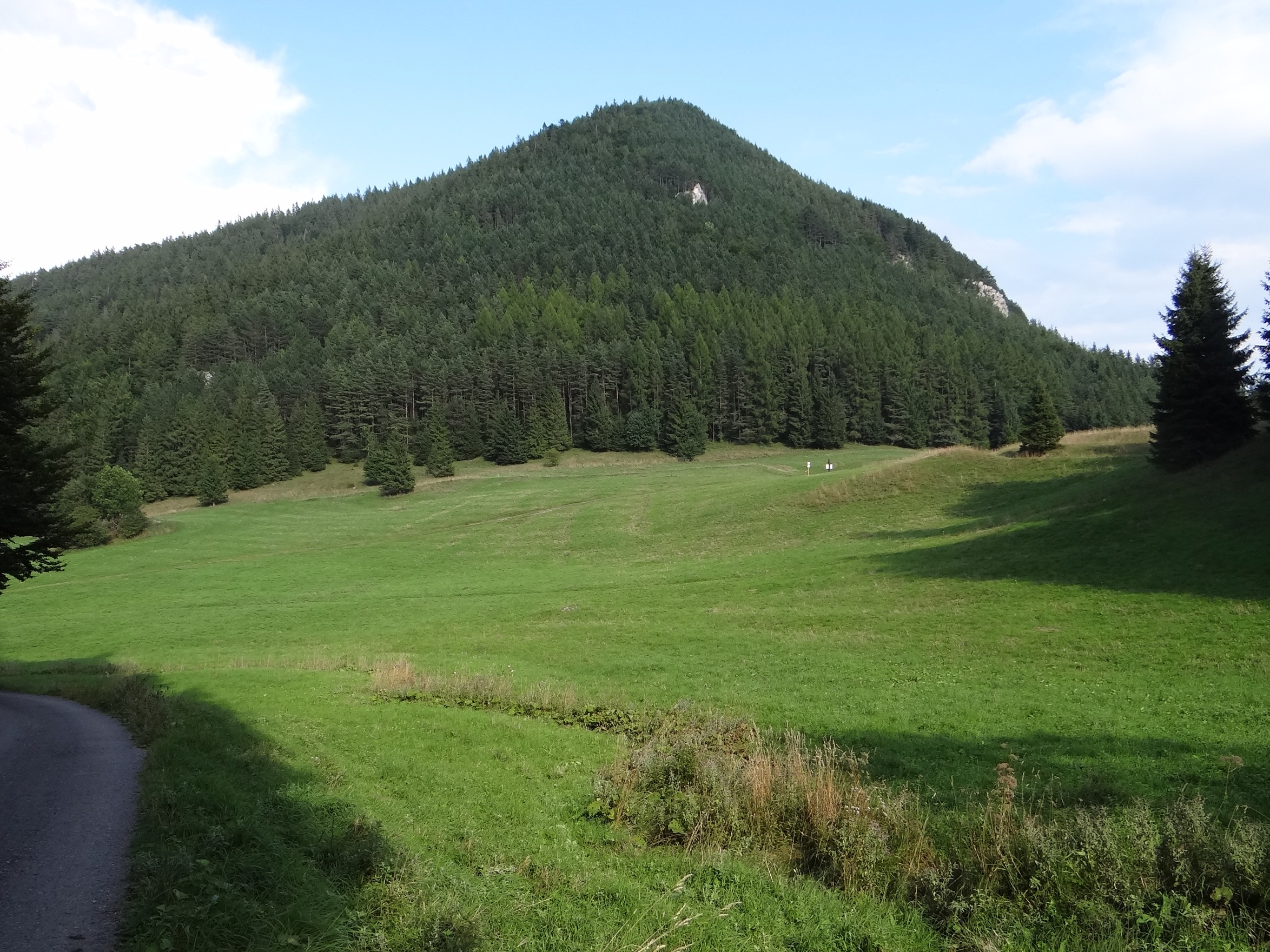
Widok na Sidorovo
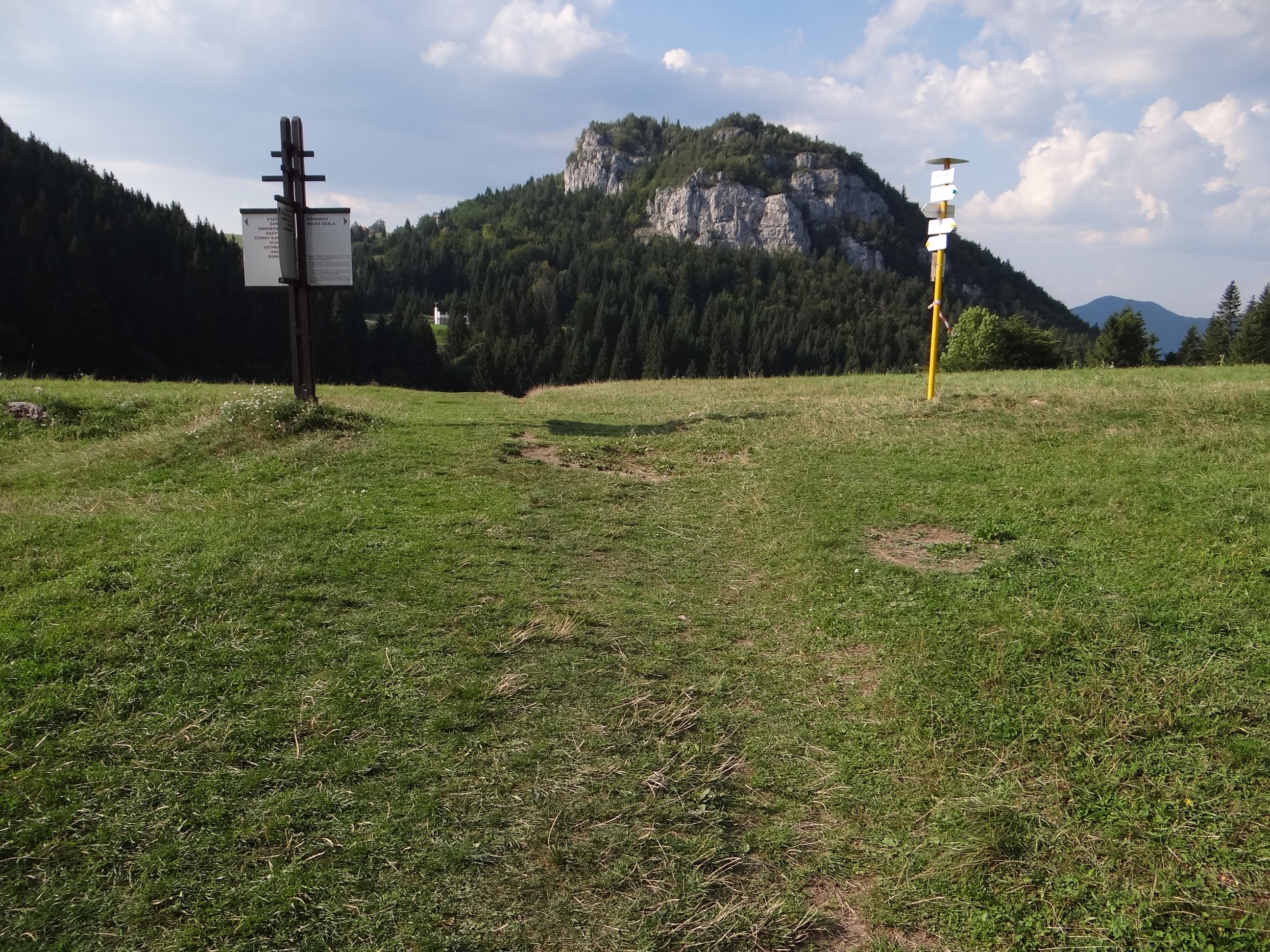
Widok na Malinę
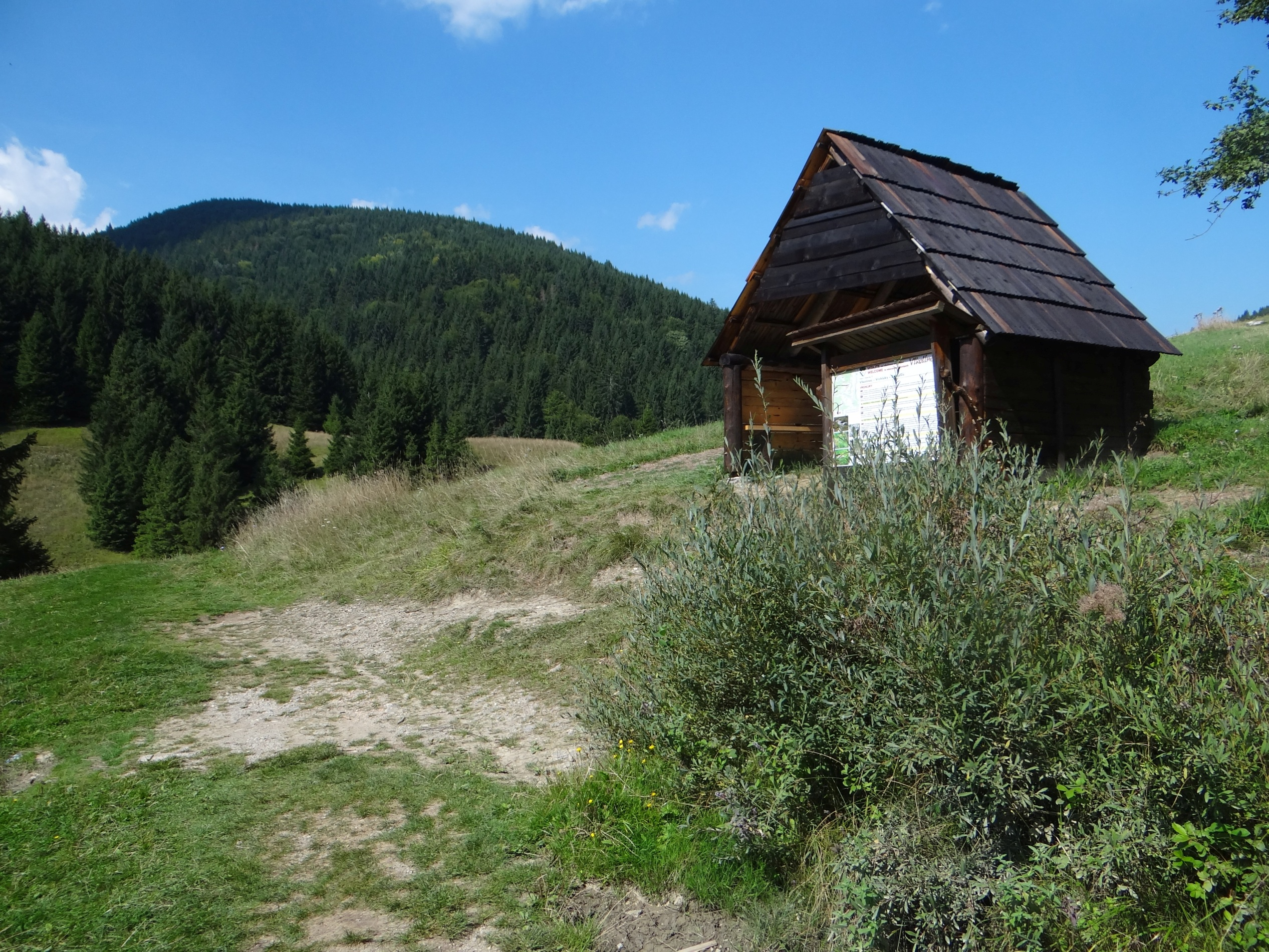
Wiata na przełęczy

## Turystyka
Przełęcz jest węzłem kilku szlaków turystyki pieszej i rowerowej. Znajdują się na niej dwa skrzyżowania szlaków, mini ZOO, wiata dla turystów i tablica ścieżki dydaktycznej.
  odcinek: Ružomberok, nám. A. Hlinku – Krkavá skala – Pod Sidorovom. Odległość 6,8 km, suma podejść 440 m, suma zejść 75 m, czas przejścia 2,05 h (z powrotem 1,30 h)
  odcinek: Pod Sidorovom – Pod Vtáčnikom – Vtáčnik – Vyšné Šiprúnske sedlo – Nižné Šiprúnske sedlo – Malá Smrekovica. Odległość 10,3 km, suma podejść 790 m, suma zejść 300 m, czas przejścia 3,30 h (z powrotem 3 h)
  Biely potok – Vlkolínec – Pod Sidorovom. Odległość 6,8 km, suma podejść 440 m, suma zejść 75 m, czas przejścia 2,05 h (z powrotem 1,30 h)
  Pod Sidorovom –  Vlkolínske lúky. Odległość 0,5 km, suma podejść 345 m, czas przejścia 20 min (z powrotem 10 min)
 Trlenská dolina – dolny parking – osada Vlkolínec – Pod Sidorovom – Vlkolínske lúky – Hrabovo – Rużomberk
 odcinek: Rużomberk – Krkavá skala – Vlkolínec – Pod Sidorovom – Veľká skala – Kalvária – Rużomberk (przez osadę Vlkolínec rowery należy przeprowadzić)